# Cystéamine
La cystéamine est le plus simple aminothiol stable. Naturellement présente dans le corps humain, elle est un produit de la dégradation de l'acide aminé cystéine. Elle est utilisée dans le traitement de la cystinose, notamment sous les noms commerciaux Cystagon et Procysbi.
La cystéamine est un antioxydant naturel qui est produit dans presque toutes les cellules mammifères. Elle est également connue pour son effet dépigmentant depuis quelques dizaines d'années. En crème, la cystéamine a une certaine efficacité pour le traitement de l'hyperpigmentation cutanée,.